# Leonerasaurus
Leonerasaurus là một chi khủng long, được Pol Garrido & Cerda mô tả khoa học năm 2011.